# Under Siege (2022)
Pour les articles homonymes, voir Under Siege.
 (octobre 2024).
Si vous disposez d'ouvrages ou d'articles de référence ou si vous connaissez des sites web de qualité traitant du thème abordé ici, merci de compléter l'article en donnant les références utiles à sa vérifiabilité et en les liant à la section « Notes et références ».
Under Siege est un évènement de catch professionnel produit par la fédération américaine Impact Wrestling. Il s'est déroulé le 7 mai 2022 au Promowest Pavilion at Ovation à Newport dans le Kentucky. Il s'agit du deuxième évènement de la chronologie des Under Siege. Il fut diffusé exclusivement sur Impact Plus.

## Contexte
Cet événement de catch professionnel présente différents matchs impliquant des catcheurs heel (méchant) et face (gentil), ils combattent sous un script écrit à l'avance

## Tableau des matches
| Ordre par numéros | Match* | Stipulation(s)                                         |
| --- | --- | ------------------------------------------------------ |
| 1P | Heath et Rhino battent Raj Singh et Shera | Tag Team match                                         |
| 2P | Rich Swann bat Laredo Kid et Mike Bailey | Triple Threat match                                    |
| 3 | Gisele Shaw bat Madison Rayne (avec Tenille Dashwood) | Singles match                                          |
| 4 | Chris Sabin contre Steve Maclin | Singles match                                          |
| 5 | Taya Valkyrie (c) bat Deonna Purrazzo | Singles match pour AAA Reina de Reinas Championship    |
| 6 | Ace Austin (c) contre Trey Miguel | Singles match pour le Impact X Division Championship   |
| 7 | Honor No More (Eddie Edwards, Matt Taven, Mike Bennett, Kenny King et Vincent) battent Bullet Club (Chris Bey, Doc Gallows, El Phantasmo, Jay White et Karl Anderson) | 10-man tag team match                                  |
| 8 | Tasha Steelz (c) bat Havok | Singles match pour Impact Knockouts Championship       |
| 9 | The Briscoes (Jay Briscoe et Mark Briscoe) battent Violent by Design (Eric Young et Deaner) (avec Joe Doering)                                                        | Tag Team match pour Impact World Tag Team Championship |
| 10 | Josh Alexander (c) bat Tomohiro Ishii | Singles match pour le Impact World Championship        |
| La lettre C placée entre parenthèses désigne la personne ou l’équipe championne en titre. P – indique que le match aura lieu lors du pré-show * La carte peut être changée | |                                                        |